# Japan Record Awards
Japan Record Awards là một chương trình giải thưởng âm nhạc lớn công nhận những thành tựu nổi bật của Hiệp hội các nhà soạn nhạc Nhật Bản. Cùng với Grammy cả 2 được xem là giải thưởng âm nhạc danh giá nhất thế giới. Tính đến năm 2005, chương trình được phát sóng vào đêm giao thừa, nhưng đã được phát sóng vào mỗi ngày 30 tháng 12 hằng năm trên TBS Japan vào 6:30 PM JST và được nhiều người thông báo tổ chức.
EXILE giữ kỷ lục nhiều chiến thắng nhất, với bốn giải thưởng.

## Khiên Grand Prix
Chiếc khiên được thiết kế bởi họa sĩ Seiji Togo.

## Hạng mục
Japan Record Awards bao gồm bốn giải thưởng không bị giới hạn về thể loại.
Giải chính
- New Artist Award - tự động đề cử 4 Nghệ sĩ mới xuất sắc nhất cho 'Best New Artist Award', sẽ chọn ra nghệ sĩ ra mắt hàng đầu trong số bốn người chiến thắng.
- Best New Artist Award - được trao cho một nghệ sĩ phát hành trong Năm hội đủ điều kiện, bản thu âm đầu tiên xác lập danh tiếng của nghệ sĩ đó (có thể không nhất thiết phải là bản phát hành đầu tiên của họ).
- Excellent Work Award - tự động đề cử 10 nghệ sĩ và bài hát cho 'Japan Record Award', sẽ chọn ra nghệ sĩ và bài hát từ 10 người chiến thắng.
- Japan Record Award - được trao cho một tác phẩm nhận được sự ủng hộ mạnh mẽ từ công chúng thông qua giọng hát xuất sắc, nghệ thuật xuất sắc, tính độc đáo và kế hoạch bài bản trong sáng tác, lời bài hát và hòa âm phối khí.

Các giải phụ
- Best Vocal Performance Award - được trao cho ca sĩ xuất sắc nhất.
- Best Album Award - được trao cho người biểu diễn và đội ngũ sản xuất của một album.
- Excellence Album Award
- Best Composer Award
- Best Arranger Award
- Best Songwriter Award
- Planning Award
- Achievement Award
- Special Award
- Lifetime Achievement Award
- Japan Composer's Association Award

## Danh sách người chiến thắng Japan Record Award
| Giải thưởng | Năm  | Năm  | Bài hát                                           | Hãng thu                     | Nghệ sĩ                                    |
| ----------- | ---- | ---- | ------------------------------------------------- | ---------------------------- | ------------------------------------------ |
| 1           | 1959 | 1959 | Kuroi Hanabira                                    | Toshiba Music                | Hiroshi Mizuhara                           |
| 2           | 1960 | 1960 | Dare yori mo Kimi o Aisu                          | JVC Victor                   | Kazuko Matsuo Hiroshi Wada and Mahinastars |
| 3           | 1961 | 1961 | Kimi Koishi                                       | JVC Victor                   | Frank Nagai                                |
| 4           | 1962 | 1962 | Itsu demo Yume o                                  | JVC Victor                   | Yukio Hashi Sayuri Yoshinaga               |
| 5           | 1963 | 1963 | Konnichiwa Aka-chan                               | King Records                 | Michiyo Azusa                              |
| 6           | 1964 | 1964 | Ai to Shi o Mitsumete                             | Nippon Columbia              | Kazuko Aoyama                              |
| 7           | 1965 | 1965 | Yawara                                            | Nippon Columbia              | Hibari Misora                              |
| 8           | 1966 | 1966 | Muhyo                                             | JVC Victor                   | Yukio Hashi                                |
| 9           | 1967 | 1967 | Blue Chateau                                      | Nippon Columbia              | Jackey Yoshikawa and Blue Comets           |
| 10          | 1968 | 1968 | Tenshi no Yuwaku                                  | Toshiba Music                | Jun Mayuzumi                               |
| 11          | 1969 | 1969 | Ii ja nai no Shiawase naraba                      | JVC Victor                   | Naomi Sagara                               |
| 12          | 1970 | 1970 | Kyo de Owakare                                    | Polydor                      | Yoichi Sugawara                            |
| 13          | 1971 | 1971 | Mata Au Hi Made                                   | Phonogram                    | Kiyohiko Ozaki                             |
| 14          | 1972 | 1972 | Kassai                                            | Nippon Columbia              | Chiaki Naomi                               |
| 15          | 1973 | 1973 | Yozora                                            | Tokuma Music                 | Hiroshi Itsuki                             |
| 16          | 1974 | 1974 | Erimo Misaki                                      | Victor Music                 | Shinichi Mori                              |
| 17          | 1975 | 1975 | Cyclamen no Kaori                                 | King Records                 | Akira Fuse                                 |
| 18          | 1976 | 1976 | Kita no Yado kara                                 | Nippon Columbia              | Harumi Miyako                              |
| 19          | 1977 | 1977 | Katteni-Shiyagare                                 | Polydor                      | Kenji Sawada                               |
| 20          | 1978 | 1978 | UFO                                               | Victor Music                 | Pink Lady                                  |
| 21          | 1979 | 1979 | Miserarete                                        | CBS Sony                     | Judy Ongg                                  |
| 22          | 1980 | 1980 | Ame no Bojo                                       | Teichiku                     | Aki Yashiro                                |
| 23          | 1981 | 1981 | Ruby no Yubiwa                                    | Toshiba EMI                  | Akira Terao                                |
| 24          | 1982 | 1982 | Kitasakaba                                        | Nippon Columbia              | Takashi Hosokawa                           |
| 25          | 1983 | 1983 | Yagiri no Watashi                                 | Nippon Columbia              | Takashi Hosokawa                           |
| 26          | 1984 | 1984 | Nagaragawa Enka                                   | Tokuma Japan                 | Hiroshi Itsuki                             |
| 27          | 1985 | 1985 | Meu amor é...                                     | Warner Pioneer               | Akina Nakamori                             |
| 28          | 1986 | 1986 | Desire                                            | Warner Pioneer               | Akina Nakamori                             |
| 29          | 1987 | 1987 | Orokamono                                         | CBS Sony                     | Masahiko Kondo                             |
| 30          | 1988 | 1988 | Paradise Ginga                                    | Pony Canyon                  | Hikaru Genji                               |
| 31          | 1989 | 1989 | Samishii Nettaigyo                                | Polystar                     | Wink                                       |
| 32          | 1990 | Enka | Koi Uta Tsuzuri                                   | Polystar                     | Takao Horiuchi                             |
| 32          | 1990 | Pops | Odoru Pompokolin                                  | BMG Japan                    | B.B.Queens                                 |
| 33          | 1991 | Enka | Kita no Daichi                                    | Nippon Crown                 | Saburo Kitajima                            |
| 33          | 1991 | Pops | Ai wa Katsu                                       | Polydor                      | Kan                                        |
| 34          | 1992 | Enka | Shiroi Kaikyo                                     | King Records                 | Miyako Otsuki                              |
| 34          | 1992 | Pops | Kimi ga Iru Dake de                               | Sony Music                   | Kome Kome Club                             |
| 35          | 1993 | 1993 | Mugonzaka                                         | Polydor Records              | Kaori Kozai                                |
| 36          | 1994 | 1994 | Innocent World                                    | Toy's Factory                | Mr. Children                               |
| 37          | 1995 | 1995 | Overnight Sensation: Jidai wa Anata ni Yudaneteru | Avex                         | TRF                                        |
| 38          | 1996 | 1996 | Don't Wanna Cry                                   | Avex                         | Namie Amuro                                |
| 39          | 1997 | 1997 | Can You Celebrate?                                | Avex                         | Namie Amuro                                |
| 40          | 1998 | 1998 | Wanna Be A Dreammaker                             | Avex                         | Globe                                      |
| 41          | 1999 | 1999 | Winter, again                                     | Unlimited Records            | Glay                                       |
| 42          | 2000 | 2000 | Tsunami                                           | Victor Entertainment         | Southern All Stars                         |
| 43          | 2001 | 2001 | Dearest                                           | Avex                         | Ayumi Hamasaki                             |
| 44          | 2002 | 2002 | Voyage                                            | Avex                         | Ayumi Hamasaki                             |
| 45          | 2003 | 2003 | No Way to Say                                     | Avex                         | Ayumi Hamasaki                             |
| 46          | 2004 | 2004 | Sign                                              | Toy's Factory                | Mr. Children                               |
| 47          | 2005 | 2005 | Butterfly                                         | Rhythm Zone (Avex)           | Kumi Koda                                  |
| 48          | 2006 | 2006 | Ikken                                             | Columbia Music Entertainment | Kiyoshi Hikawa                             |
| 49          | 2007 | 2007 | Tsubomi                                           | Warner Music Japan           | Kobukuro                                   |
| 50          | 2008 | 2008 | Ti Amo                                            | Rhythm Zone (Avex)           | Exile                                      |
| 51          | 2009 | 2009 | Someday                                           | Rhythm Zone (Avex)           | Exile                                      |
| 52          | 2010 | 2010 | I Wish For You                                    | Rhythm Zone (Avex)           | Exile                                      |
| 53          | 2011 | 2011 | Flying Get                                        | You! Be Cool! (King Records) | AKB48                                      |
| 54          | 2012 | 2012 | Manatsu no Sounds Good!                           | You! Be Cool! (King Records) | AKB48                                      |
| 55          | 2013 | 2013 | Exile Pride: Konna Sekai o Aisuru Tame            | Rhythm Zone (Avex)           | Exile                                      |
| 56          | 2014 | 2014 | R.Y.U.S.E.I.                                      | Rhythm Zone (Avex)           | Sandaime J Soul Brothers from Exile Tribe  |
| 57          | 2015 | 2015 | Unfair World                                      | Rhythm Zone (Avex)           | Sandaime J Soul Brothers from Exile Tribe  |
| 58          | 2016 | 2016 | Anata no Suki na Tokoro                           | SME Records                  | Kana Nishino                               |
| 59          | 2017 | 2017 | Influencer                                        | SME Records                  | Nogizaka46                                 |
| 60          | 2018 | 2018 | Synchronicity                                     | SME Records                  | Nogizaka46                                 |
| 61          | 2019 | 2019 | Paprika                                           | SME Records                  | Foorin                                     |
| 62          | 2020 | 2020 | Homura                                            | SME Records                  | LiSA                                       |
| 63          | 2021 | 2021 | Citrus                                            | Avex                         | Da-iCE                                     |
| 64          | 2022 | 2022 | Habit                                             | Universal Music Japan        | Sekai no Owari                             |
| 65          | 2023 | 2023 | Que Sera Sera                                     | Universal Music Japan        | Mrs. GREEN APPLE                           |
| 66          | 2024 | 2024 | Lilac                                             | Universal Music Japan        | Mrs. GREEN APPLE                           |

## Địa điểm
- 1969-1984: Nhà hát Vườn Hoàng gia
- 1985-1993: Nippon Budokan
- 1994-2003: Trung tâm phát sóng TBS
- 2004-: Nhà hát quốc gia mới